# Tron

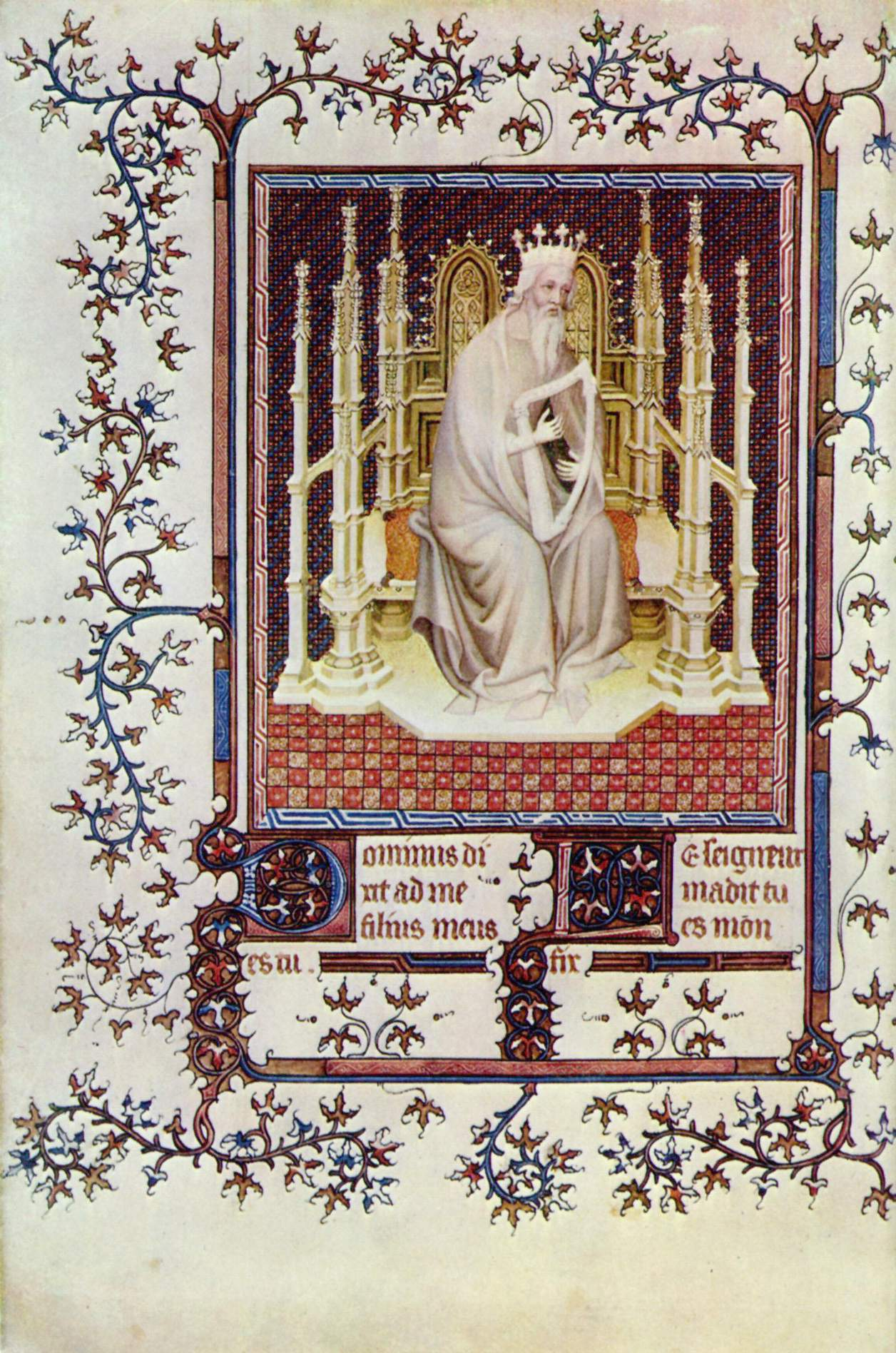
Tron króla Salomona

Tron (gr. thronos, thranus, łac. thronus – taboret, siedzenie), w języku staropolskim również stolec  – oficjalne określenie siedziska najczęściej o kształcie krzesła, na którym monarcha zasiada przy oficjalnych okazjach. W sensie abstrakcyjnym tron określa również władzę monarchii. Wstąpienie monarchy na tron (intronizacja) podczas obrzędu koronacji oznacza początek panowania władcy.

## Historia
W starożytnym Egipcie tron oznaczał równowagę, pewność i oparcie. Był siedzeniem dla bogów lub faraonów. W starożytnej Grecji zasiadali na nich bogowie, królowie lub osoby z najwyższych warstw społecznych. Świadczył o szczególnym wyróżnieniu i godności osoby zasiadającej, zazwyczaj władcy. Umieszczany był zazwyczaj na jednym lub kilku stopniach, czasem osłaniany baldachimem lub daszkiem od góry i zasłonami z boków (purpurowymi, błękitnymi lub zielonymi). W Europie konstrukcja i dekoracja tronów początkowo cechowała się prostotą. Z czasem, pod wpływem sztuki pochodzącej z Bliskiego Wschodu, ozdabiano je z coraz większym bogactwem i stosowano coraz droższe materiały.

## Galeria

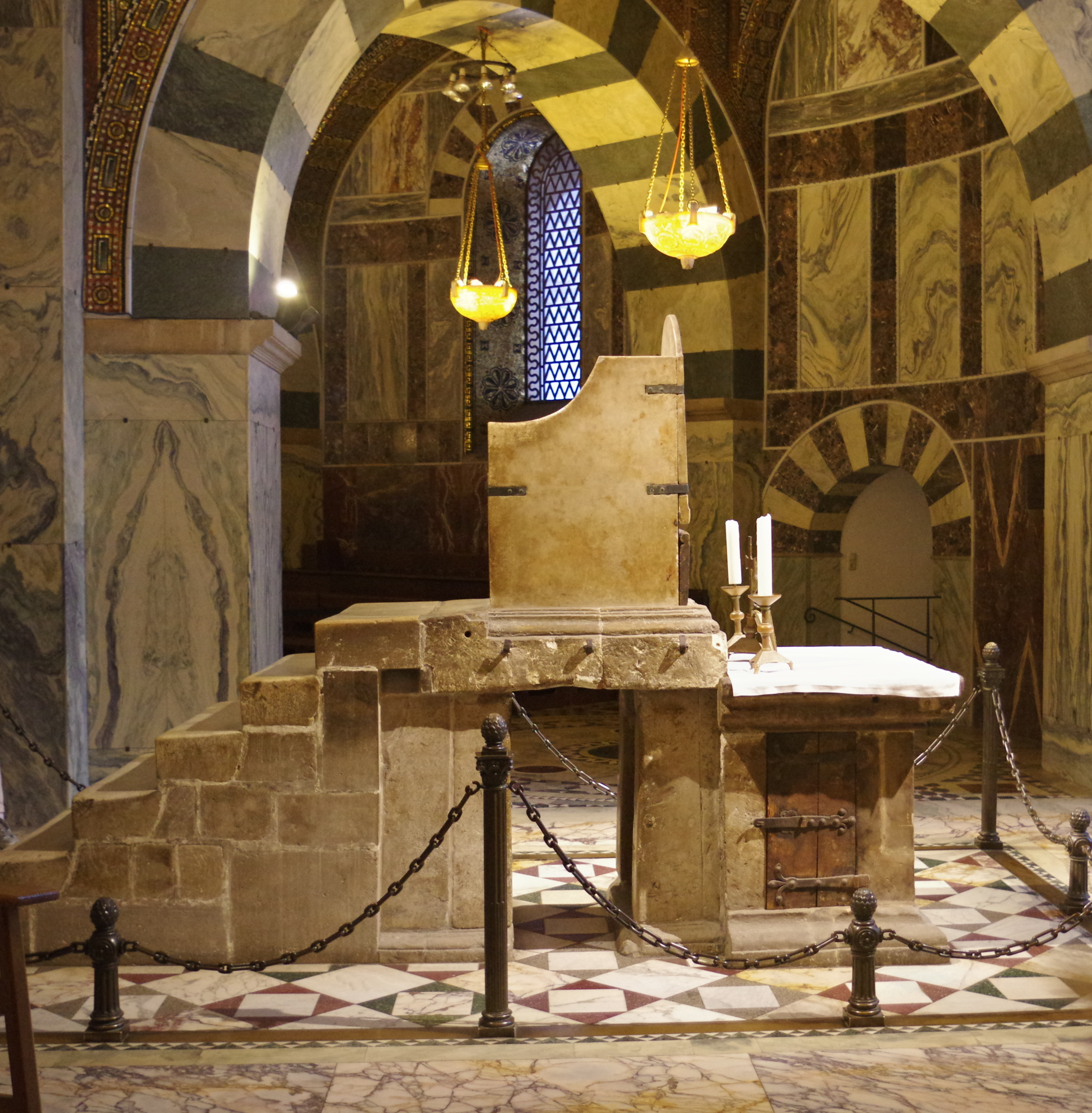
Tron Ottona I
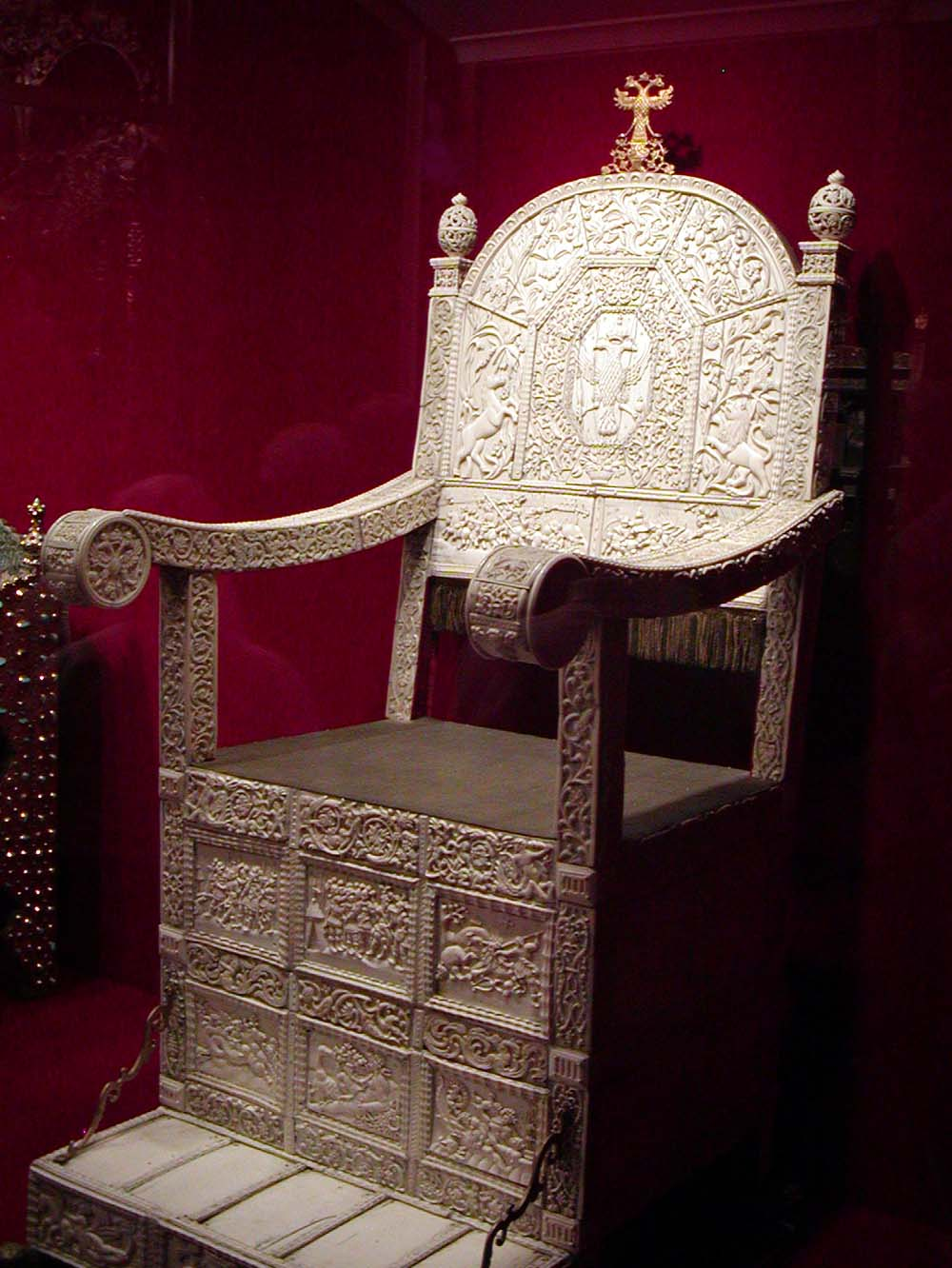
Tron Iwana Groźnego
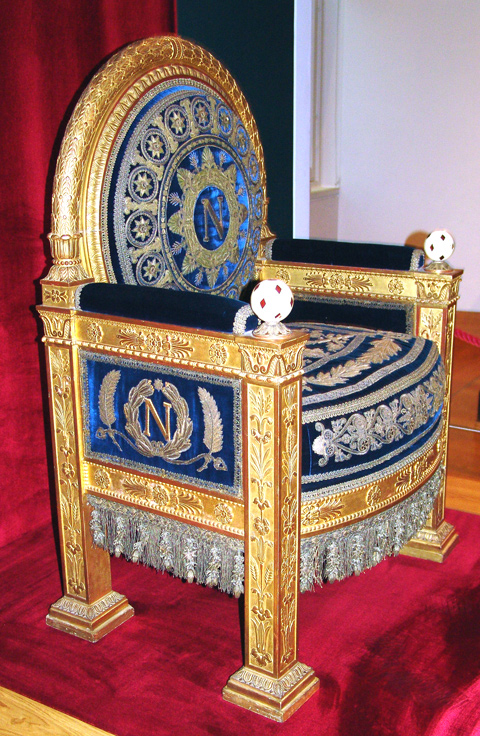
Tron Napoleona
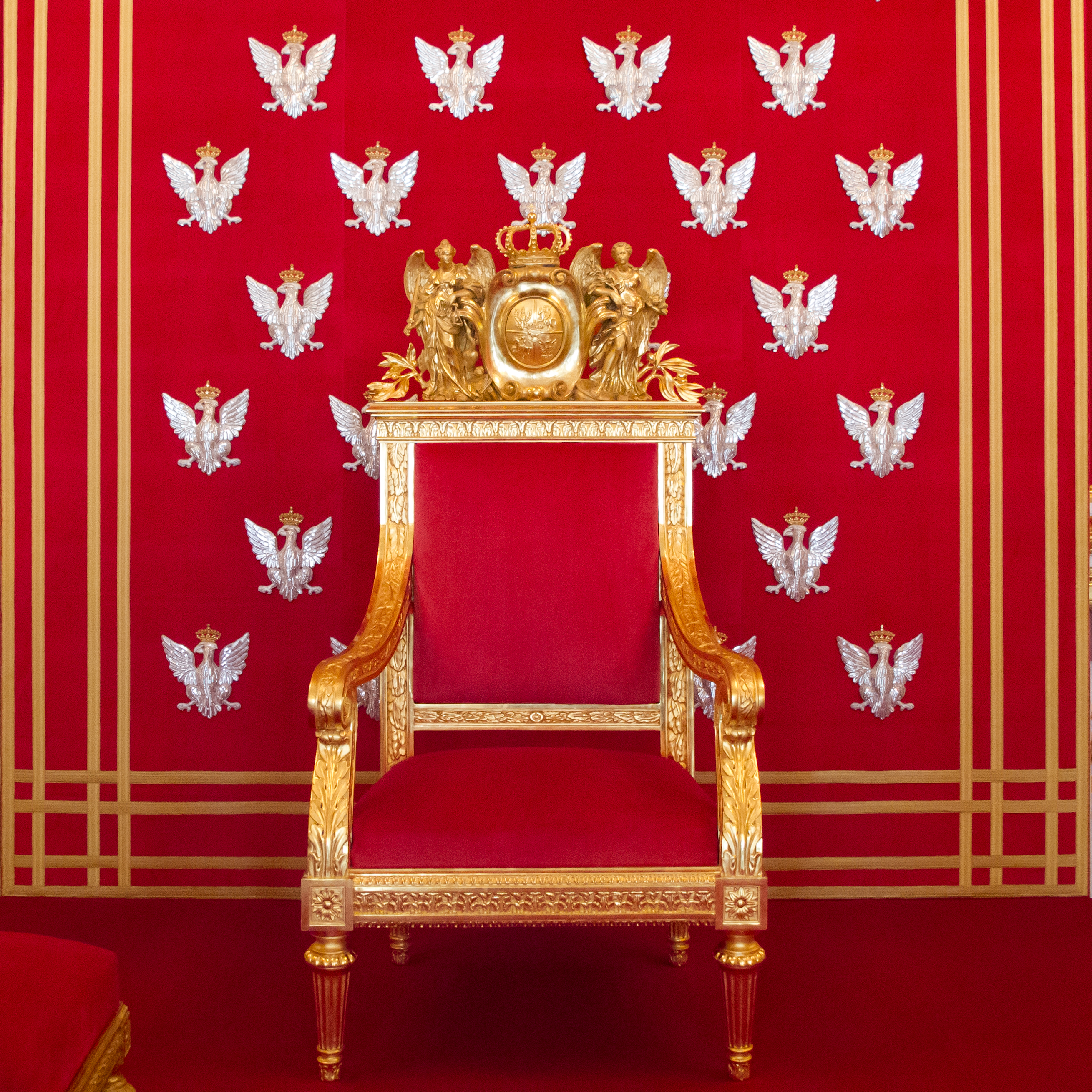
Tron Stanisława Augusta Poniatowskiego